# Lärchkogel (Gleinalpe)
Der Lärchkogel ist ein 1894 m ü. A. hoher Gipfel der Gleinalpe nordwestlich von Graz.

## Lage und Umgebung
Der Lärchkogel ist Teil jener eng zusammenstehenden Gruppe von Bergen, die gemeinsam die höchsten Gipfel der Gleinalpe bilden. Vom höheren Speikkogel im Südwesten ist er nur durch einen flachen, rund 80 Höhenmeter tiefer gelegenen Sattel getrennt. Markanter ist die Grenze zum Eiblkogel im Nordosten. Dort fällt der Bergrücken bis zum Kreuzsattel auf 1583 m ab. In der Vergangenheit bildete er für Säumer eine Alternative zum Gleinalmsattel. Heute bildet der Rücken die Grenze zwischen den Bezirken Graz-Umgebung und Leoben.
Auf einem Rücken, der sanft nach Norden in Richtung der Ortschaft Kleinlobming abfällt, befindet sich der sogenannte „Melkboden“, am Talschluss unterhalb die Zechneralm. Eine Rückfallkuppe südöstlich des Gipfels trägt den Namen Schwalbenstein. Sie ist durch einen markanten Felsausbruch an ihrer Südseite gekennzeichnet, der für den sanften Charakter der Gleinalpe ungewöhnlich ist.

## Wege
Über den Lärchkogel verläuft ein Wanderweg, der Teil des Europäischer Fernwanderweges E6, des Zentralalpenweges und des Nord-Süd-Weitwanderweges ist. Er führt vom, Gleinalmsattel im Westen gedacht, hinauf auf den Speikkogel, von dort direkt über den Gipfel des Lärchkogels und über den Kreuzsattel weiter nach Osten. Das Schutzhaus am Gleinalmsattel ist Angelpunkt mehrerer lokaler Wege, von dort aus ist der Speikkogel in knapp 1,5 Stunden erreichbar, der Übergang zum Lärchkogel dauert weitere ca. 45 Minuten. Die direkte Zufahrt zum Gleinalm-Schutzhaus ist jedoch nur an wenigen Tagen im Jahr möglich, der Weg dorthin bedarf sonst ebenfalls einer zwei- bis dreieinhalbstündige Wanderung (je nach Ausgangspunkt).
  

Von jenem Weg, der aus Richtung Übelbach zum Gleinamschutzhaus führt, zweigen Forstwege bzw. unmarkierte Steige nach Norden zum Kreuzsattel ab. Schneller als der Weg über den Gleinalmsattel ist auch die Zufahrt von Norden, wo eine öffentliche Straße aus Richtung Kleinlobming durch den Weitentalgraben bis unterhalb der Zechneralm führt. Von dort führen Wege über den Melkboden oder via Kreuzsattel auf den Gipfel des Lärchkogels. Auf dem Gipfel befindet sich ein Notunterstand.  

Galerie
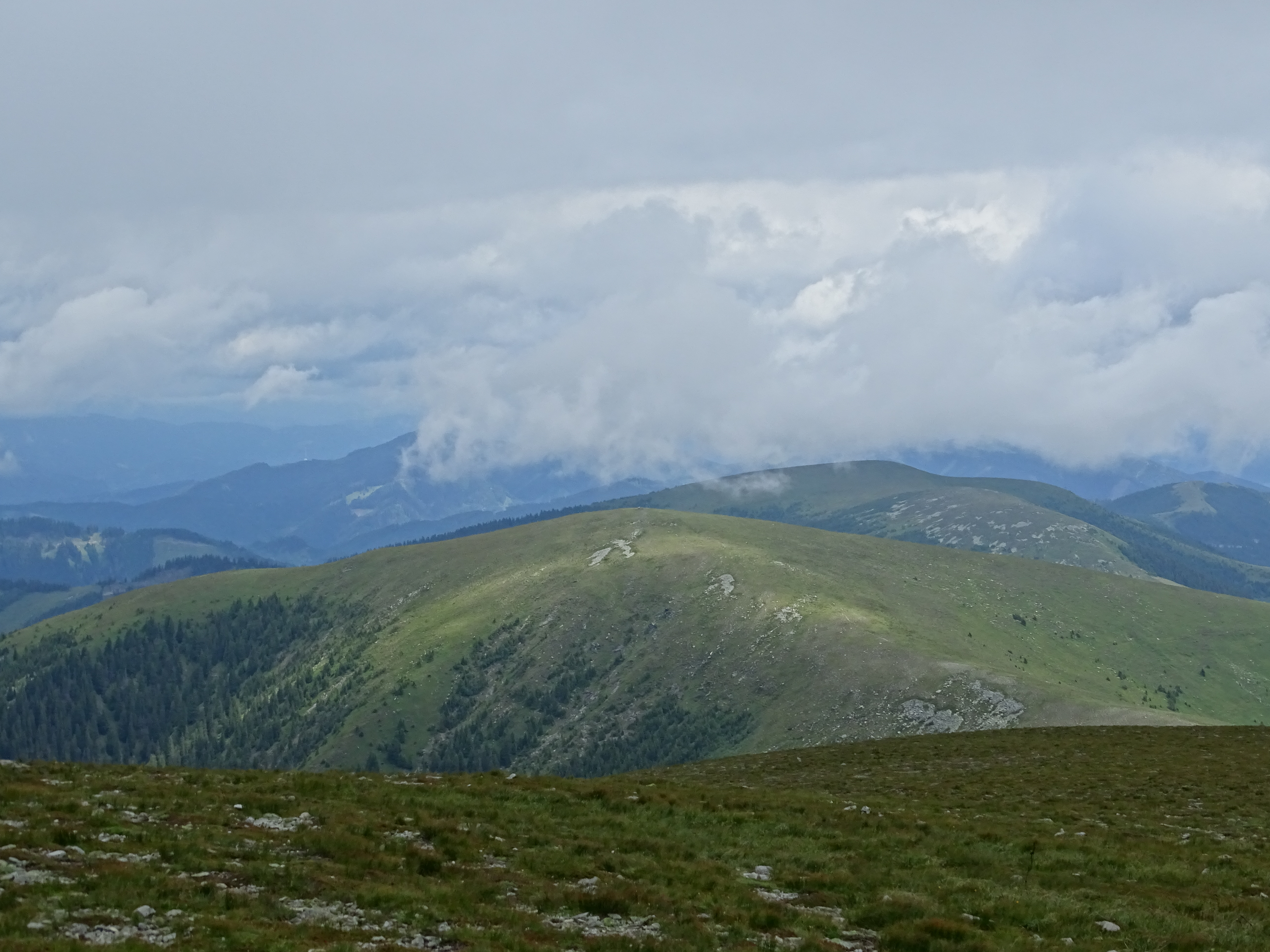
Blick vom Speikkogel über den flachen Sattel zum Lärchkogel.
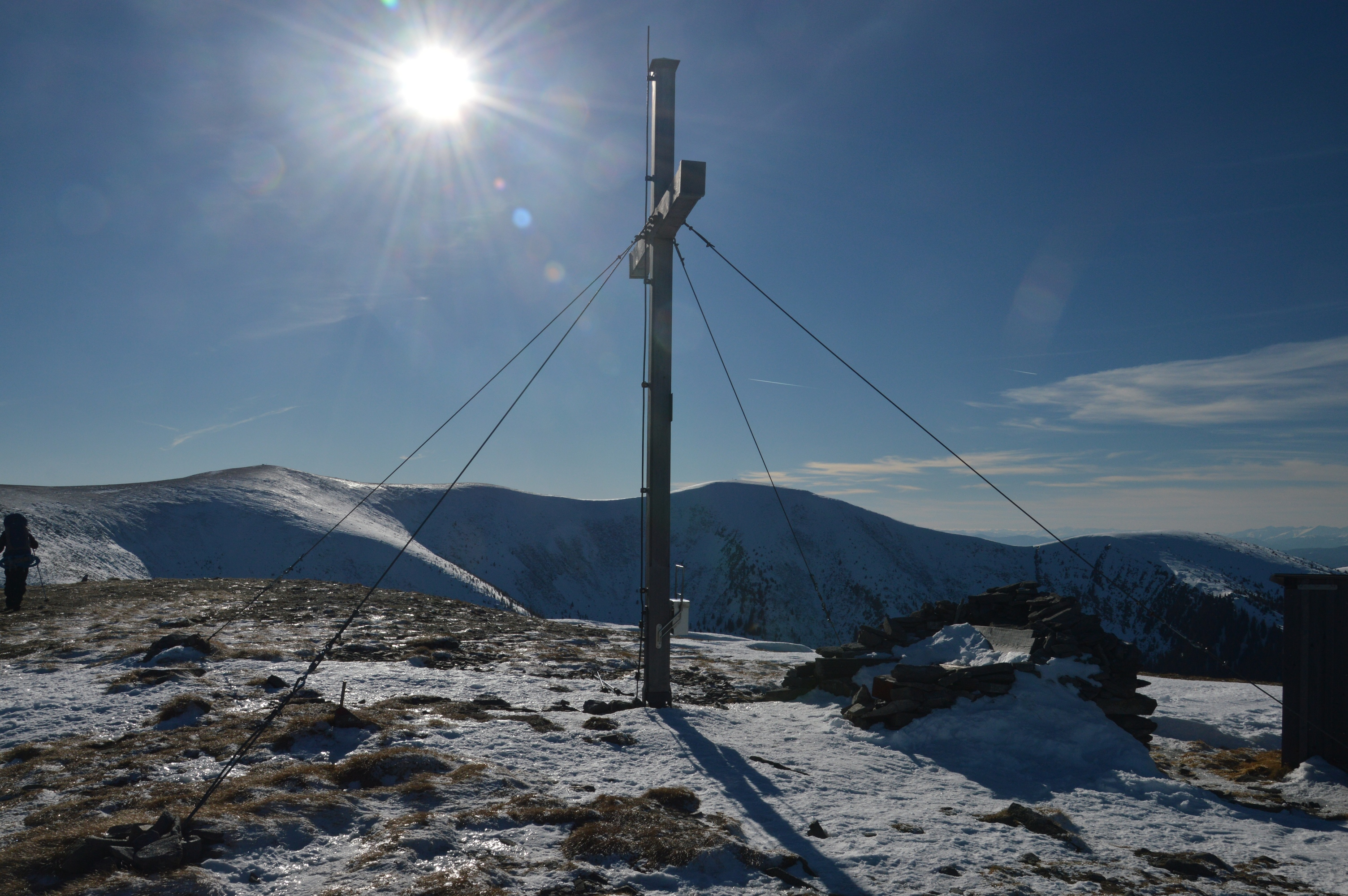
Gipfelkreuz des Lärchkogels, dahinter li. Speik-, re. Lenzmoarkogel.
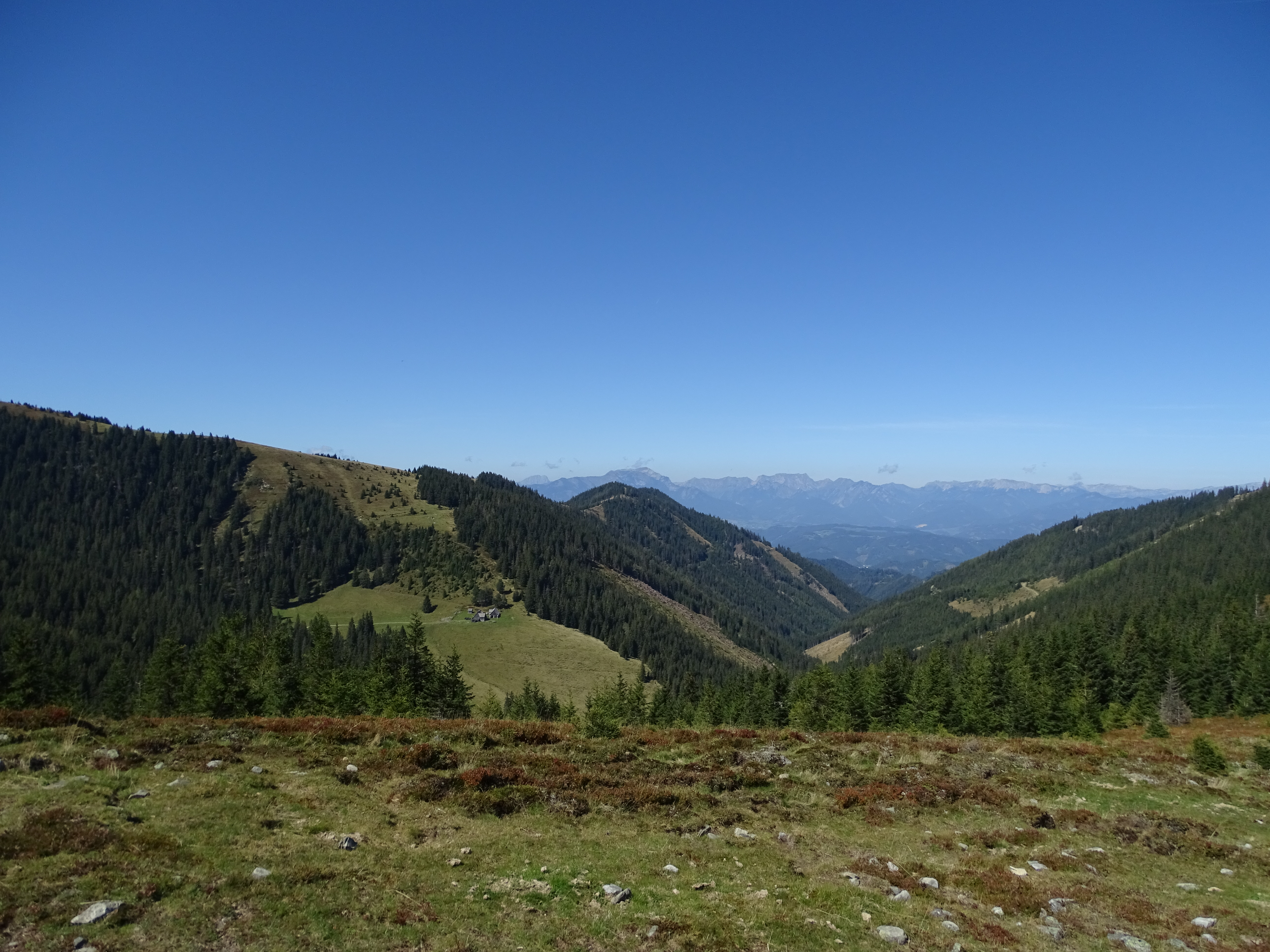
Blick von der Nordostflanke des Lärchkogels durch den Weitentalgraben nach Norden. Links Melkboden und Zechneralm, im Hintergrund die  Eisenerzer Alpen.
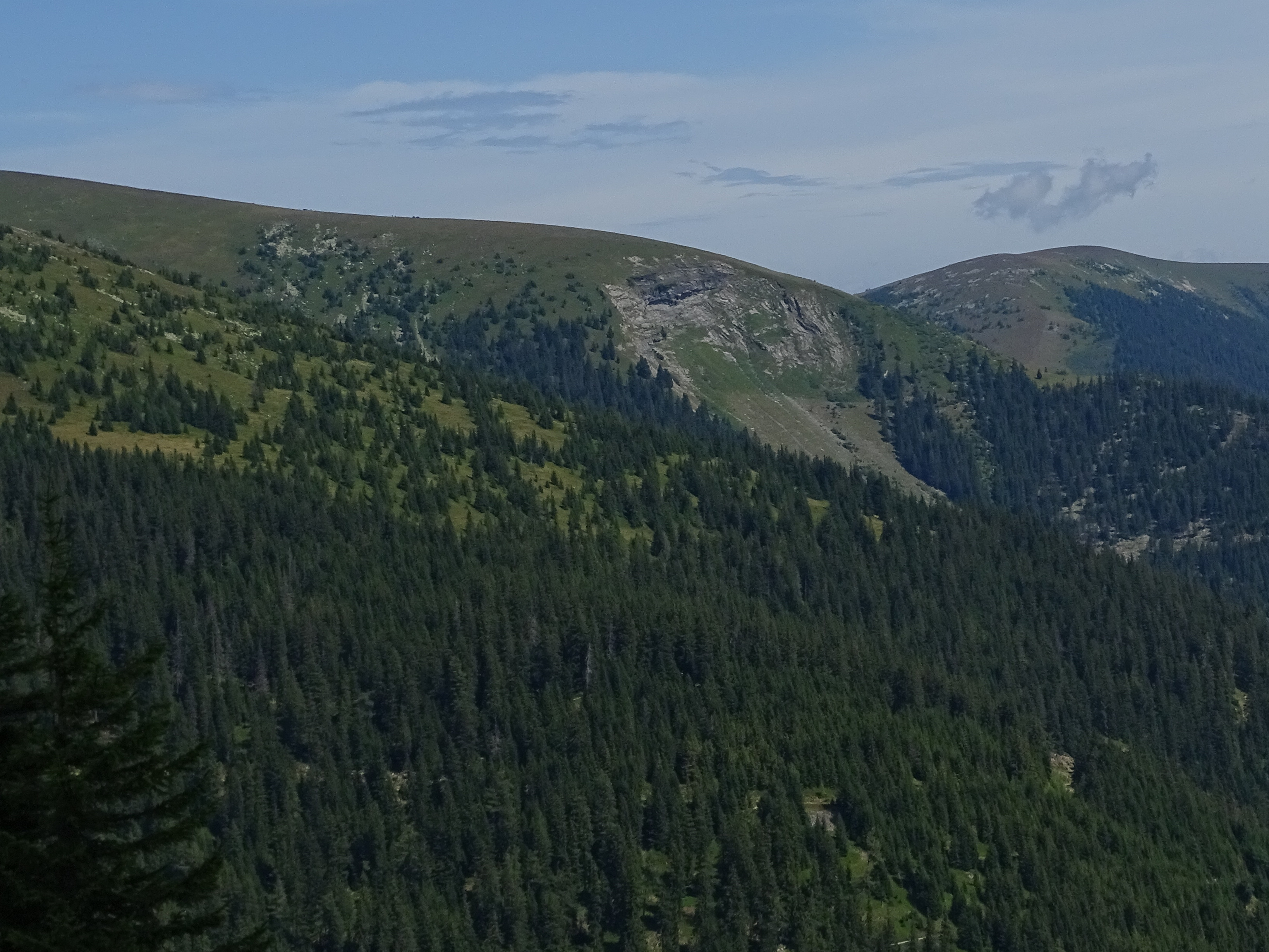
Der Schwalbenstein von Südwesten, rechts dahinter der Eiblkogel.
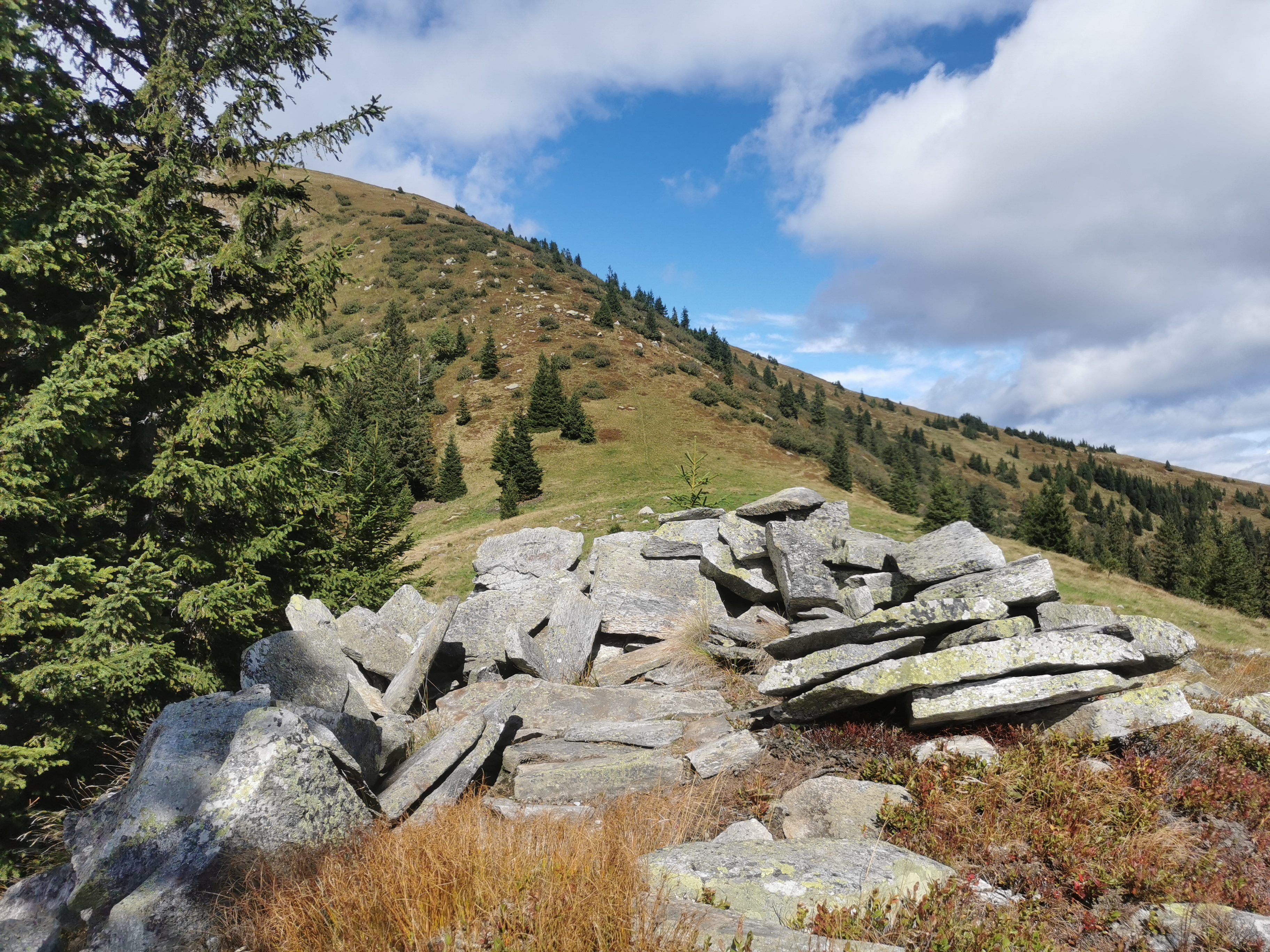
Verfallener Schutzbau für Hirten unterhalb des Schwalbensteins.
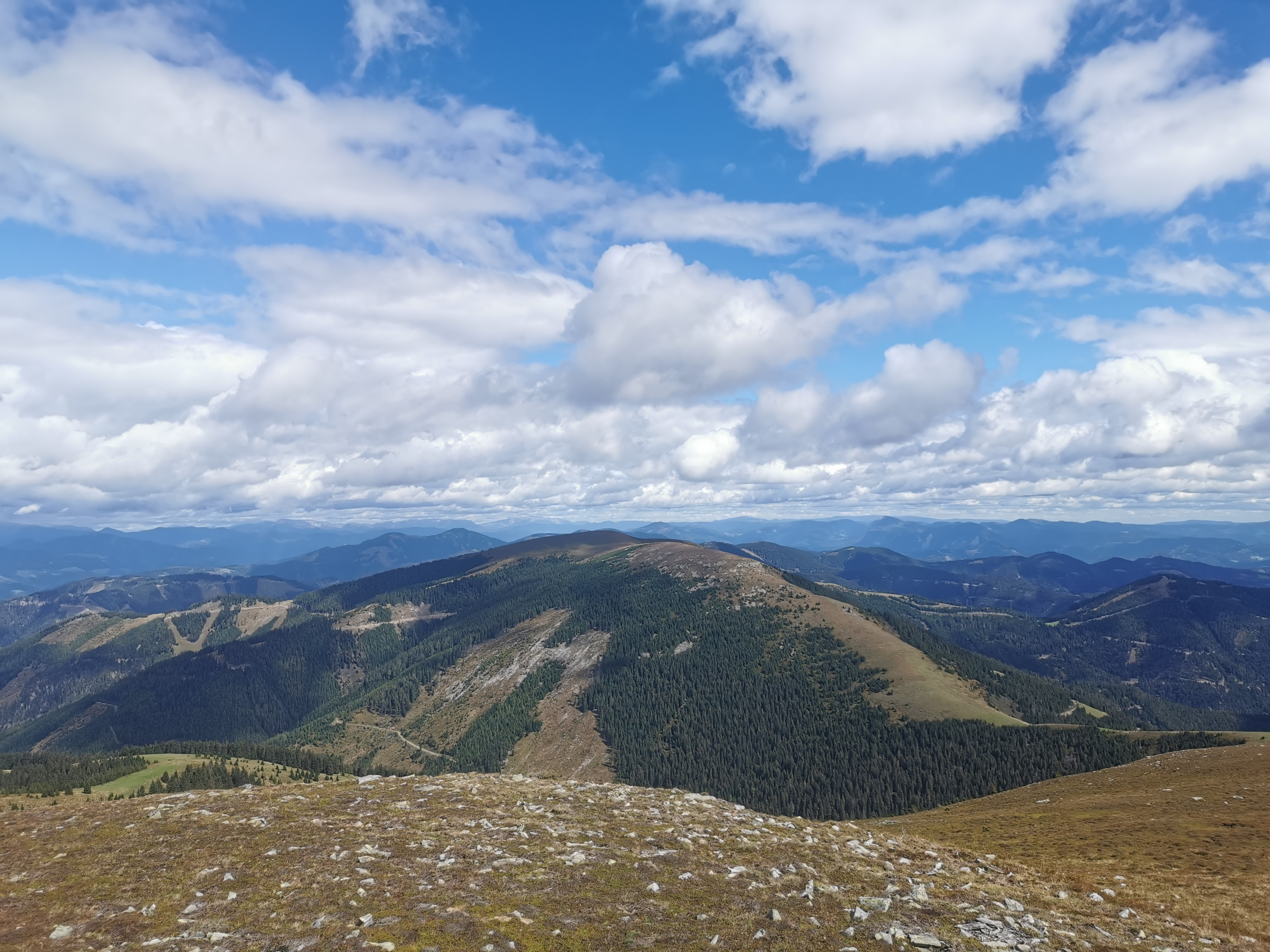
Blick vom Lärchkogel über den Kreuzsattel zum Eiblkogel